# Rhomboda dennisii
Rhomboda dennisii là một loài thực vật có hoa trong họ Lan. Loài này được Ormerod miêu tả khoa học đầu tiên năm 1995.